# Grand Prix moto du Qatar 2025
Le Grand Prix moto du Qatar 2025 est la quatrième manche du championnat du monde de vitesse moto 2025.
Cette 22e édition du Grand Prix moto du Qatar se déroule du 11 avril au 13 avril sur le circuit international de Losail.

## MotoGP

### Essais

#### Essais Libres 1
15 h 45 - 11 avril 2025
| 1        | Marc Márquez          | Ducati Lenovo Team                | 1'52.288 |         |
| 2        | Fabio Di Giannantonio | Pertamina Enduro VR46 Racing Team | 1'52.801 | + 0.513 |
| 3        | Francesco Bagnaia     | Ducati Lenovo Team                | 1'52.871 | + 0.583 |
| 4        | Álex Márquez          | BK8 Gresini Racing MotoGP         | 1'52.945 | + 0.657 |
| 5        | Maverick Viñales      | Red Bull KTM Tech3                | 1'53.162 | + 0.874 |
| 6        | Franco Morbidelli     | Pertamina Enduro VR46 Racing Team | 1'53.193 | + 0.905 |
| 7        | Fermín Aldeguer       | BK8 Gresini Racing MotoGP         | 1'53.198 | + 0.910 |
| 8        | Joan Mir              | Honda HRC Castrol                 | 1'53.223 | + 0.935 |
| 9        | Marco Bezzecchi       | Aprilia Racing                    | 1'53.225 | + 0.937 |
| 10       | Pedro Acosta          | Red Bull KTM Factory Racing       | 1'53.297 | + 1.009 |
| Résultat |                       |                                   |          |         |

#### Essais
20 h - 11 avril 2025
| 1        | Franco Morbidelli     | Pertamina Enduro VR46 Racing Team    | 1'50.830 |         |
| 2        | Francesco Bagnaia     | Ducati Lenovo Team                   | 1'50.975 | + 0.145 |
| 3        | Marc Márquez          | Ducati Lenovo Team                   | 1'50.997 | + 0.167 |
| 4        | Fabio Di Giannantonio | Pertamina Enduro VR46 Racing Team    | 1'51.129 | + 0.299 |
| 5        | Álex Márquez          | BK8 Gresini Racing MotoGP            | 1'51.236 | + 0.406 |
| 6        | Fabio Quartararo      | Monster Energy Yamaha Factory Racing | 1'51.293 | + 0.463 |
| 7        | Pedro Acosta          | Red Bull KTM Factory Racing          | 1'51.391 | + 0.561 |
| 8        | Maverick Viñales      | Red Bull KTM Tech3                   | 1'51.455 | + 0.625 |
| 9        | Fermín Aldeguer       | BK8 Gresini Racing MotoGP            | 1'51.615 | + 0.785 |
| 10       | Johann Zarco          | LCR Honda Castrol                    | 1'51.636 | + 0.806 |
| Résultat |                       |                                      |          |         |

#### Essais Libres 2
15 h - 12 avril 2025
| 1        | Marc Márquez     | Ducati Lenovo Team                   | 1'51.877 |         |
| 2        | Álex Márquez     | BK8 Gresini Racing MotoGP            | 1'52.109 | + 0.232 |
| 3        | Fabio Quartararo | Monster Energy Yamaha Factory Racing | 1'52.356 | + 0.479 |
| 4        | Johann Zarco     | LCR Honda Castrol                    | 1'52.393 | + 0.516 |
| 5        | Pedro Acosta     | Red Bull KTM Factory Racing          | 1'52.432 | + 0.555 |
| 6        | Maverick Viñales | Red Bull KTM Tech3                   | 1'52.504 | + 0.627 |
| 7        | Fermín Aldeguer  | BK8 Gresini Racing MotoGP            | 1'52.513 | + 0.636 |
| 8        | Marco Bezzecchi  | Aprilia Racing                       | 1'52.634 | + 0.757 |
| 9        | Ai Ogura         | Trackhouse Racing                    | 1'52.693 | + 0.816 |
| 10       | Álex Rins        | Monster Energy Yamaha Factory Racing | 1'52.730 | + 0.853 |
| Résultat |                  |                                      |          |         |

### Course sprint
| Pos.                                                       | No. | Pilote                | Equipe                               | Constructeur | Tours | Temps/Ecarts | Grille | Points |
| ---------------------------------------------------------- | --- | --------------------- | ------------------------------------ | ------------ | ----- | ------------ | ------ | ------ |
| 1                                                          | 93  | Marc Márquez          | Ducati Lenovo Team                   | Ducati       | 11    | 20:38.304    | 1      | 12     |
| 2                                                          | 73  | Álex Márquez          | BK8 Gresini Racing MotoGP            | Ducati       | 11    | +1.577       | 2      | 9      |
| 3                                                          | 21  | Franco Morbidelli     | Pertamina Enduro VR46 Racing Team    | Ducati       | 11    | +3.988       | 4      | 7      |
| 4                                                          | 54  | Fermín Aldeguer       | BK8 Gresini Racing MotoGP            | Ducati       | 11    | +4.369       | 8      | 6      |
| 5                                                          | 20  | Fabio Quartararo      | Monster Energy Yamaha Factory Racing | Yamaha       | 11    | +4.593       | 3      | 5      |
| 6                                                          | 49  | Fabio Di Giannantonio | Pertamina Enduro VR46 Racing Team    | Ducati       | 11    | +5.099       | 5      | 4      |
| 7                                                          | 79  | Ai Ogura              | Trackhouse Racing                    | Aprilia      | 11    | +10.199      | 10     | 3      |
| 8                                                          | 63  | Francesco Bagnaia     | Ducati Lenovo Team                   | Ducati       | 11    | +10.334      | 11     | 2      |
| 9                                                          | 72  | Marco Bezzecchi       | Aprilia Racing                       | Aprilia      | 11    | +11.300      | 13     | 1      |
| 10                                                         | 12  | Maverick Viñales      | Red Bull KTM Tech3                   | KTM          | 11    | +12.554      | 6      |        |
| 11                                                         | 37  | Pedro Acosta          | Red Bull KTM Factory Racing          | KTM          | 11    | +13.676      | 12     |        |
| 12                                                         | 42  | Álex Rins             | Monster Energy Yamaha Factory Racing | Yamaha       | 11    | +14.273      | 9      |        |
| 13                                                         | 23  | Enea Bastianini       | Red Bull KTM Tech3                   | KTM          | 11    | +14.408      | 20     |        |
| 14                                                         | 33  | Brad Binder           | Red Bull KTM Factory Racing          | KTM          | 11    | +15.459      | 18     |        |
| 15                                                         | 10  | Luca Marini           | Honda HRC Castrol                    | Honda        | 11    | +15.587      | 15     |        |
| 16                                                         | 1   | Jorge Martín          | Aprilia Racing                       | Aprilia      | 11    | +15.775      | 14     |        |
| 17                                                         | 25  | Raúl Fernández        | Trackhouse Racing                    | Aprilia      | 11    | +16.317      | 17     |        |
| 18                                                         | 7   | Augusto Fernández     | Prima Pramac Racing                  | Yamaha       | 11    | +17.922      | 19     |        |
| 19                                                         | 43  | Jack Miller           | Prima Pramac Racing                  | Yamaha       | 11    | +20.274      | 16     |        |
| 20                                                         | 35  | Somkiat Chantra       | LCR Honda Idemitsu                   | Honda        | 11    | +31.106      | 22     |        |
| Abd.                                                       | 5   | Johann Zarco          | LCR Honda Castrol                    | Honda        | 8     | Abandon      | 7      |        |
| Meilleur tour du Sprint: Marc Márquez (1:52.093 au tour 5) |     |                       |                                      |              |       |              |        |        |
| Rapport officiel                                           |     |                       |                                      |              |       |              |        |        |

### Course principale
| Pos.                                                        | No. | Pilote                | Equipe                               | Constructeur | Tours | Temps/Ecarts | Grille | Points |
| ----------------------------------------------------------- | --- | --------------------- | ------------------------------------ | ------------ | ----- | ------------ | ------ | ------ |
| 1                                                           | 93  | Marc Márquez          | Ducati Lenovo Team                   | Ducati       | 22    | 41:29.186    | 1      | 25     |
| 2                                                           | 63  | Francesco Bagnaia     | Ducati Lenovo Team                   | Ducati       | 22    | +4.535       | 11     | 20     |
| 3                                                           | 21  | Franco Morbidelli     | Pertamina Enduro VR46 Racing Team    | Ducati       | 22    | +6.495       | 4      | 16     |
| 4                                                           | 5   | Johann Zarco          | LCR Honda Castrol                    | Honda        | 22    | +6.668       | 7      | 13     |
| 5                                                           | 54  | Fermín Aldeguer       | BK8 Gresini Racing MotoGP            | Ducati       | 22    | +7.484       | 8      | 11     |
| 6                                                           | 73  | Álex Márquez          | BK8 Gresini Racing MotoGP            | Ducati       | 22    | +9.764       | 2      | 10     |
| 7                                                           | 20  | Fabio Quartararo      | Monster Energy Yamaha Factory Racing | Yamaha       | 22    | +12.895      | 3      | 9      |
| 8                                                           | 37  | Pedro Acosta          | Red Bull KTM Factory Racing          | KTM          | 22    | +14.219      | 12     | 8      |
| 9                                                           | 72  | Marco Bezzecchi       | Aprilia Racing                       | Aprilia      | 22    | +14.368      | 13     | 7      |
| 10                                                          | 10  | Luca Marini           | Honda HRC Castrol                    | Honda        | 22    | +15.137      | 15     | 6      |
| 11                                                          | 23  | Enea Bastianini       | Red Bull KTM Tech3                   | KTM          | 22    | +17.459      | 20     | 5      |
| 12                                                          | 42  | Álex Rins             | Monster Energy Yamaha Factory Racing | Yamaha       | 22    | +17.563      | 9      | 4      |
| 13                                                          | 33  | Brad Binder           | Red Bull KTM Factory Racing          | KTM          | 22    | +17.632      | 18     | 3      |
| 14                                                          | 12  | Maverick Viñales      | Red Bull KTM Tech3                   | KTM          | 22    | +17.800      | 6      | 2      |
| 15                                                          | 79  | Ai Ogura              | Trackhouse Racing                    | Aprilia      | 22    | +18.758      | 10     | 1      |
| 16                                                          | 49  | Fabio Di Giannantonio | Pertamina Enduro VR46 Racing Team    | Ducati       | 22    | +26.340      | 5      |        |
| 17                                                          | 25  | Raúl Fernández        | Trackhouse Racing                    | Aprilia      | 22    | +26.925      | 17     |        |
| 18                                                          | 35  | Somkiat Chantra       | LCR Honda Idemitsu                   | Honda        | 22    | +38.186      | 22     |        |
| Abd.                                                        | 7   | Augusto Fernández     | Prima Pramac Racing                  | Yamaha       | 13    | Abandon      | 19     |        |
| Abd.                                                        | 1   | Jorge Martín          | Aprilia Racing                       | Aprilia      | 13    | Abandon      | 14     |        |
| Abd.                                                        | 36  | Joan Mir              | Honda HRC Castrol                    | Honda        | 12    | Abandon      | 21     |        |
| Abd.                                                        | 43  | Jack Miller           | Prima Pramac Racing                  | Yamaha       | 9     | Abandon      | 16     |        |
| Meilleur tour en course: Marc Márquez (1:52.561 au tour 19) |     |                       |                                      |              |       |              |        |        |
| Rapport officiel                                            |     |                       |                                      |              |       |              |        |        |

## Classement Moto2
| Pos.                                                        | No. | Pilote                  | Equipe                        | Constructeur | Tours | Temps/Ecarts | Grille | Points |
| ----------------------------------------------------------- | --- | ----------------------- | ----------------------------- | ------------ | ----- | ------------ | ------ | ------ |
| 1                                                           | 44  | Arón Canet              | Fantic Racing LINO SONEGO     | Kalex        | 18    | 35:30.185    | 3      | 25     |
| 2                                                           | 53  | Deniz Öncü              | Red Bull KTM Ajo              | Kalex        | 18    | +1.103       | 7      | 20     |
| 3                                                           | 18  | Manuel González         | Liqui Moly Dynavolt Intact GP | Kalex        | 18    | +1.286       | 1      | 16     |
| 4                                                           | 27  | Daniel Holgado          | CFMOTO Inde Aspar Team        | Kalex        | 18    | +4.021       | 5      | 13     |
| 5                                                           | 10  | Diogo Moreira           | Italtrans Racing Team         | Kalex        | 18    | +5.892       | 12     | 11     |
| 6                                                           | 7   | Barry Baltus            | Fantic Racing LINO SONEGO     | Kalex        | 18    | +6.158       | 9      | 10     |
| 7                                                           | 13  | Celestino Vietti        | Team HDR Heidrun              | Boscoscuro   | 18    | +9.821       | 14     | 9      |
| 8                                                           | 24  | Marcos Ramirez          | OnlyFans American Racing Team | Kalex        | 18    | +9.991       | 10     | 8      |
| 9                                                           | 75  | Albert Arenas           | ITALJET Gresini Moto2         | Kalex        | 18    | +10.839      | 4      | 7      |
| 10                                                          | 12  | Filip Salac             | ELF Marc VDS Racing Team      | Boscoscuro   | 18    | +10.879      | 8      | 6      |
| 11                                                          | 80  | David Alonso            | CFMOTO Inde Aspar Team        | Kalex        | 18    | +11.523      | 11     | 5      |
| 12                                                          | 84  | Zonta Van Den Goorbergh | RW - Idrofoglia Racing GP     | Kalex        | 18    | +11.925      | 6      | 4      |
| 13                                                          | 95  | Collin Veijer           | Red Bull KTM Ajo              | Kalex        | 18    | +13.048      | 20     | 3      |
| 14                                                          | 81  | Senna Agius             | Liqui Moly Dynavolt Intact GP | Kalex        | 18    | +13.963      | 13     | 2      |
| 15                                                          | 16  | Joe Roberts             | OnlyFans American Racing Team | Kalex        | 18    | +17.642      | 23     | 1      |
| 16                                                          | 21  | Alonso López            | Team HDR Heidrun              | Boscoscuro   | 18    | +18.368      | 18     |        |
| 17                                                          | 99  | Adrian Huertas          | Italtrans Racing Team         | Kalex        | 18    | +18.919      | 16     |        |
| 18                                                          | 4   | Iván Ortolá             | QJMOTOR - FRINSA - MSI        | Boscoscuro   | 18    | +20.138      | 25     |        |
| 19                                                          | 3   | Sergio García           | QJMOTOR - FRINSA - MSI        | Boscoscuro   | 18    | +20.473      | 27     |        |
| 20                                                          | 14  | Tony Arbolino           | BLU CRU Pramac Yamaha Moto2   | Boscoscuro   | 18    | +20.430      | 22     |        |
| 21                                                          | 11  | Alex Escrig             | KLINT Forward Factory Team    | Forward      | 18    | +22.679      | 19     |        |
| 22                                                          | 28  | Izan Guevara            | BLU CRU Pramac Yamaha Moto2   | Boscoscuro   | 18    | +24.549      | 26     |        |
| 23                                                          | 64  | Mario Aji               | Idemitsu Honda Team Asia      | Kalex        | 18    | +25.409      | 17     |        |
| 24                                                          | 92  | Yuki Kunii              | Idemitsu Honda Team Asia      | Kalex        | 18    | +29.608      | 28     |        |
| Abd.                                                        | 9   | Jorge Navarro           | KLINT Forward Factory Team    | Forward      | 16    | Abandon      | 21     |        |
| Abd.                                                        | 96  | Jake Dixon              | ELF Marc VDS Racing Team      | Boscoscuro   | 11    | Abandon      | 2      |        |
| Abd.                                                        | 15  | Darryn Binder           | ITALJET Gresini Moto2         | Kalex        | 4     | Abandon      | 15     |        |
| Abd.                                                        | 71  | Ayumu Sasaki            | RW - Idrofoglia Racing GP     | Kalex        | 2     | Abandon      | 24     |        |
| Meilleur tour en course: Barry Baltus (1:57.646 au tour 11) |     |                         |                               |              |       |              |        |        |
| Rapport officiel                                            |     |                         |                               |              |       |              |        |        |

## Classement Moto3
| Pos.                                                      | No. | Pilote             | Equipe                        | Constructeur | Tours | Temps/Ecarts | Grille | Points |
| --------------------------------------------------------- | --- | ------------------ | ----------------------------- | ------------ | ----- | ------------ | ------ | ------ |
| 1                                                         | 36  | Ángel Piqueras     | FRINSA - MT Helmets - MSI     | KTM          | 16    | 33:17.268    | 5      | 25     |
| 2                                                         | 72  | Taiyo Furusato     | Honda Team Asia               | Honda        | 16    | +0.009       | 12     | 20     |
| 3                                                         | 6   | Ryusei Yamanaka    | FRINSA - MT Helmets - MSI     | KTM          | 16    | +0.042       | 1      | 16     |
| 4                                                         | 66  | Joel Kelso         | LEVELUP-MTA                   | KTM          | 16    | +0.097       | 2      | 13     |
| 5                                                         | 54  | Riccardo Rossi     | Rivacold Snipers Team         | Honda        | 16    | +7.295       | 4      | 11     |
| 6                                                         | 64  | David Muñoz        | Liqui Moly Dynavolt Intact GP | KTM          | 16    | +10.309      | 11     | 10     |
| 7                                                         | 58  | Luca Lunetta       | SIC58 Squadra Corse           | Honda        | 16    | +10.474      | 17     | 9      |
| 8                                                         | 82  | Stefano Nepa       | SIC58 Squadra Corse           | Honda        | 16    | +10.561      | 15     | 8      |
| 9                                                         | 10  | Nicola Carraro     | Rivacold Snipers Team         | Honda        | 16    | +12.115      | 10     | 7      |
| 10                                                        | 94  | Guido Pini         | Liqui Moly Dynavolt Intact GP | KTM          | 16    | +12.121      | 9      | 6      |
| 11                                                        | 83  | Álvaro Carpe       | Red Bull KTM Ajo              | KTM          | 16    | +12.165      | 6      | 5      |
| 12                                                        | 19  | Scott Ogden        | CIP Green Power               | KTM          | 16    | +12.251      | 14     | 4      |
| 13                                                        | 21  | Ruché Moodley      | DENSSI Racing - BOE           | KTM          | 16    | +12.444      | 20     | 3      |
| 14                                                        | 12  | Jacob Roulstone    | Red Bull KTM Tech3            | KTM          | 16    | +12.847      | 22     | 2      |
| 15                                                        | 73  | Valentin Perrone   | Red Bull KTM Tech3            | KTM          | 16    | +20.102      | 19     | 1      |
| 16                                                        | 22  | David Almansa      | Leopard Racing                | Honda        | 16    | +24.334      | 8      |        |
| 17                                                        | 55  | Noah Dettwiler     | CIP Green Power               | KTM          | 16    | +29.130      | 24     |        |
| 18                                                        | 8   | Eddie O'Shea       | GRYD - Mlav Racing            | Honda        | 16    | +29.158      | 23     |        |
| 19                                                        | 5   | Tatchakorn Buasri  | Honda Team Asia               | Honda        | 16    | +29.352      | 18     |        |
| Abd.                                                      | 99  | José Antonio Rueda | Red Bull KTM Ajo              | KTM          | 15    | Abandon      | 3      |        |
| Abd.                                                      | 78  | Joel Esteban       | CFMOTO Gaviota Aspar Team     | KTM          | 12    | Abandon      | 21     |        |
| Abd.                                                      | 31  | Adrian Fernandez   | Leopard Racing                | Honda        | 9     | Abandon      | 7      |        |
| Abd.                                                      | 14  | Cormac Buchanan    | DENSSI Racing - BOE           | KTM          | 8     | Abandon      | 16     |        |
| Abd.                                                      | 71  | Dennis Foggia      | CFMOTO Gaviota Aspar Team     | KTM          | 3     | Abandon      | 13     |        |
| Meilleur tour en course: David Muñoz (2:03.743 au tour 8) |     |                    |                               |              |       |              |        |        |
| Rapport officiel                                          |     |                    |                               |              |       |              |        |        |

## Classements provisoires aux Championnats
Seul le top5 de chaque championnat a l’issue du Grand Prix est présenté ici.

### MotoGP
|   | Pos. | Pilote | Points |
| - | ---- | ------ | ------ |
| - | 1    |        |        |
| - | 2    |        |        |
| - | 3    |        |        |
| - | 4    |        |        |
| - | 5    |        |        |

|   | Pos. | Constructeur | Points |
| - | ---- | ------------ | ------ |
| - | 1    |              |        |
| - | 2    |              |        |
| - | 3    |              |        |
| - | 4    |              |        |
| - | 5    |              |        |

|   | Pos. | Equipe | Points |
| - | ---- | ------ | ------ |
| - | 1    |        |        |
| - | 2    |        |        |
| - | 3    |        |        |
| - | 4    |        |        |
| - | 5    |        |        |

### Moto2
|   | Pos. | Pilote | Points |
| - | ---- | ------ | ------ |
| - | 1    |        |        |
| - | 2    |        |        |
| - | 3    |        |        |
| - | 4    |        |        |
| - | 5    |        |        |

|   | Pos. | Constructeur | Points |
| - | ---- | ------------ | ------ |
| - | 1    |              |        |
| - | 2    |              |        |

|   | Pos. | Equipe | Points |
| - | ---- | ------ | ------ |
| - | 1    |        |        |
| - | 2    |        |        |
| - | 3    |        |        |
| - | 4    |        |        |
| - | 5    |        |        |

### Moto3
|   | Pos. | Pilote | Points |
| - | ---- | ------ | ------ |
| - | 1    |        |        |
| - | 2    |        |        |
| - | 3    |        |        |
| - | 4    |        |        |
| - | 5    |        |        |

|   | Pos. | Constructeur | Points |
| - | ---- | ------------ | ------ |
| - | 1    |              |        |
| - | 2    |              |        |
| - | 3    |              |        |
|   | 4    |              |        |
| - | 5    |              |        |

|   | Pos. | Equipe | Points |
| - | ---- | ------ | ------ |
| - | 1    |        |        |
| - | 2    |        |        |
| - | 3    |        |        |
| - | 4    |        |        |
| - | 5    |        |        |